# Ийджа
Ийджа (кор. 의자왕, 義慈王, Uija-wang, Ŭija-wang; 599-660) — корейський ван, останній, тридцять перший правитель держави Пекче періоду Трьох держав.

## Походження
Був сином вана Му. Зайняв трон після смерті батька 641 року.

## Правління
В період правління вана Ийджі північнокорейська держава Когурьо боролась проти союзу Сілли та китайської династії Тан. В результаті тієї боротьби Пекче та Когурьо припинили своє існування, а землі Корейського півострову під своєю владою об'єднала Сілла.
Попри те, що Ийджа спочатку мав дружні стосунки з династією Тан, невдовзі ван уклав союз із Когурьо для спільного нападу на Сіллу. 642 року Ийджа здійснив похід проти Сілли та зумів захопити 40 замків. Наступного року Пекче за підтримки Когурьо знову атакувала Сіллу, намагаючись блокувати зв'язки між Сіллою та династією Тан. Коли 645 року об'єднані війська Сілли й Тан атакували Когурьо, Ийджа вдався до чергового нападу на Сіллу та захопив ще сім замків. 655 року союзні сили Пекче та Когурьо дістались північного кордону Сілли.
Невдовзі після сходження на престол Ийджа здійснив політичну реформу, намагаючись узяти під контроль аристократію. Втім такий захід не приніс бажаного результату. Державу роздирали міжусобна боротьба й тотальна корупція.
660 року флот Пекче зазнав поразки від морських сил династії Тан. Одночасно на суші війська Пекче були розбиті Сіллою. Після того столицю Пекче, місто Сабі, оточили союзні війська. Ийджа разом зі своїм спадкоємцем утік до старої столиці, міста Унджін, але здався, коли ворог захопив Сабі.
Вана разом з його синами доправили до володінь Тан, де їх утримували як заручників. Трохи пізніше інший з синів Ийджі намагався відновити державу, та невдало.
Ван Ийджа помер у Китаї 660 року. Лише 2000 року його рештки було перевезено до Кореї та поховано в новій могилі в Південному Чхунчхоні, в місцині, де розташовувалась остання столиця Пекче, місто Сабі.